# Port lotniczy Tlokoeng
Port lotniczy Tlokoeng (ang. Tlokoeng Airport, ICAO: FXTK, IATA: TKO) – port lotniczy zlokalizowany w miejscowości Tlokoeng, w Lesotho.